# 蒙托图
蒙托图是葡萄牙布拉干萨区的一个堂区。总面积27.82平方公里，总人口165人，人口密度5.9人/平方公里。